# Referendum in Luxemburg 1919

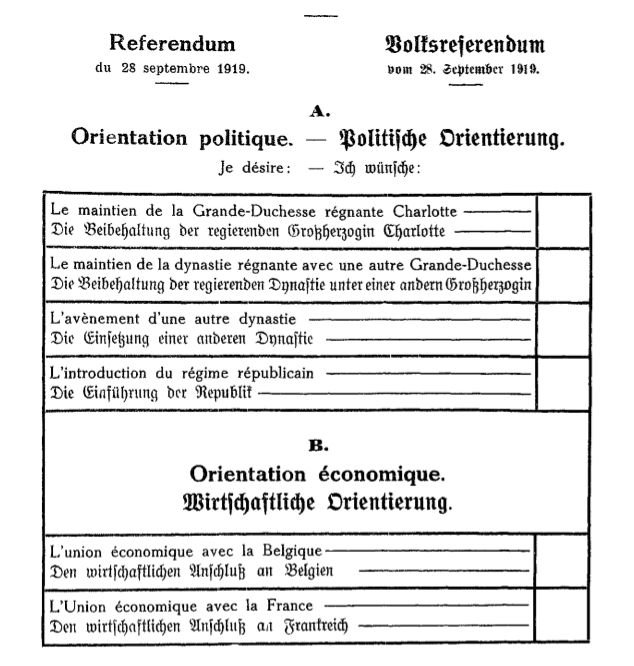
Stimmzettel beim Referendum

Im doppelten Referendum in Luxemburg vom 28. September 1919 wurde über Fragen zur politischen sowie zur wirtschaftlichen Orientierung des Großherzogtums Luxemburg abgestimmt.

## Volksreferendum über die Politische Orientierung
Nach dem Ersten Weltkrieg beschloss die Abgeordnetenkammer (Chambre des Députés) am 12. März 1919 mit 30 gegen 20 Stimmen, dass das Volk in einem Referendum am 28. September 1919 über die zukünftige Staatsform abstimmen und sich dabei zwischen folgenden Möglichkeiten entscheiden sollte:
- Die Beibehaltung der regierenden Großherzogin Charlotte
- Die Beibehaltung der regierenden Dynastie unter einer anderen Großherzogin (mangels männlichen Nachwuchses)
- Die Einsetzung einer anderen Dynastie
- Die Einführung der Republik

Trotz einer vom Ausland diskret unterstützten pro-belgischen bzw. pro-französischen Propaganda und Annexionsgerüchten stimmten 77,8 Prozent der Luxemburger für die Beibehaltung der Monarchie unter der Großherzogin Charlotte, die seit dem 15. Januar 1919 den Thron innehatte, als Nachfolgerin ihrer am 9. Januar 1919 abgedankten Schwester, der Großherzogin Maria-Adelheid, der ihre pro-deutsche Haltung im Ersten Weltkrieg vorgeworfen wurde. 
Für die Republik stimmten nur 19,66 Prozent. Damit erhielt die konstitutionelle Monarchie Luxemburgs eine demokratische Legitimation. Es gab jedoch starke regionale Unterschiede. In einigen Südgemeinden entschied sich eine Mehrheit für die Republik.

## Volksreferendum über die Wirtschaftliche Orientierung
Nach dem Ende des Deutschen Zollvereins aufgrund der Bestimmungen des Friedensvertrags von Versailles und damit auch der Mitgliedschaft des Großherzogtums Luxemburg im Deutschen Zollverein stellte sich auch die Frage nach einer wirtschaftlichen Neuausrichtung. Im Volksreferendum entschied sich die Mehrheit des Stimmvolkes (73 Prozent) für einen wirtschaftlichen Anschluss an Frankreich und nur eine Minderheit für einen wirtschaftlichen Anschluss an Belgien (27 Prozent). 
Das Ergebnis war deutlich:
- für Frankreich: 60.133 Stimmen
- für Belgien: 22.242 Stimmen

Die Beziehungen zu Belgien waren daraufhin getrübt, die Mission des Diplomaten Eugène Lamoral, zusammen mit der Regierung eine Wirtschaftsunion auszuhandeln, war damit gescheitert. Das Angebot wurde zum Entsetzen der luxemburgischen Regierung und Bevölkerung von den Franzosen allerdings abgelehnt. Die französische Seite erklärte daraufhin der luxemburgischen Regierung, sie solle sich selbst mit der belgischen Regierung in der Zollfrage auseinandersetzen. Notgedrungen bat Luxemburg daher Belgien um eine Wirtschaftsunion.
So kam es, dass die Verhandlungen mit Belgien wieder aufgenommen wurden und am 25. Juli 1921 eine Übereinkunft über die belgisch-luxemburgische Wirtschaftsunion unterschrieben wurde, die am 22. Dezember 1922 in Kraft trat.

## Ergebnisse des Referendums
Die folgenden Tabellen geben das Ergebnis des Referendums nach Kantonen wieder.

### Staatsform

Frage zur Staatsform: Stimmen für die weitere Regierung der regierenden Großherzogin Charlotte

| Kantone (und Stadt Luxemburg) | Wahl- berechtigte | Zahl            | Zahl            | Zahl              | Stimmen für                                      | Stimmen für                                          | Stimmen für     | Stimmen für     |
| Kantone (und Stadt Luxemburg) | Wahl- berechtigte | Wähler          | gültige Stimmen | ungültige Stimmen | Weitere Regierung unter Groß- herzogin Charlotte | Beibehaltung der Dynastie unter anderer Großherzogin | Andere Dynastie | Republik        |
| ----------------------------- | ----------------- | --------------- | --------------- | ----------------- | ------------------------------------------------ | ---------------------------------------------------- | --------------- | --------------- |
| Luxemburg (Stadt)             | 10.558            | 6863            | 6377            | 486               | 4002                                             | 59                                                   | 192             | 2124            |
| Capellen                      | 8517              | 6261            | 5929            | 332               | 5003                                             | 96                                                   | 33              | 797             |
| Esch/Alzette                  | 27.482            | 17.745          | 16.818          | 927               | 10.671                                           | 310                                                  | 152             | 5685            |
| Luxemburg                     | 19.501            | 13.574          | 12.856          | 718               | 8889                                             | 175                                                  | 145             | 3647            |
| Mersch                        | 6957              | 5481            | 5195            | 286               | 4350                                             | 76                                                   | 37              | 732             |
| Clerf                         | 7219              | 5207            | 4958            | 249               | 4492                                             | 67                                                   | 22              | 377             |
| Diekirch                      | 9376              | 7378            | 6860            | 518               | 5462                                             | 112                                                  | 79              | 1207            |
| Redingen                      | 7263              | 5913            | 5654            | 259               | 5229                                             | 64                                                   | 39              | 322             |
| Vianden                       | 1433              | 1169            | 1109            | 60                | 995                                              | 16                                                   | 6               | 92              |
| Wiltz                         | 7295              | 5562            | 5316            | 246               | 4848                                             | 95                                                   | 21              | 352             |
| Echternach                    | 6209              | 4724            | 4430            | 294               | 3742                                             | 58                                                   | 68              | 562             |
| Grevenmacher                  | 7985              | 5888            | 5491            | 397               | 4889                                             | 87                                                   | 45              | 470             |
| Remich                        | 6398              | 5219            | 4878            | 341               | 4239                                             | 71                                                   | 50              | 518             |
| Gesamt                        | 126.193           | 90.984 (72,1 %) | 85.871 (94,4 %) | 5113 (5,6 %)      | 66.811 (77,8 %)                                  | 1286 (1,5 %)                                         | 889 (1,0 %)     | 16.885 (19,7 %) |

### Wirtschaftliche Orientierung

Frage zur wirtschaftlichen Orientierung: Stimmen für den wirtschaftlichen Anschluss an Frankreich

| Kantone (und Stadt Luxemburg) | Wahl- berechtigte | Zahl            | Zahl            | Zahl              | Stimmen für     | Stimmen für     |
| Kantone (und Stadt Luxemburg) | Wahl- berechtigte | Wähler          | gültige Stimmen | ungültige Stimmen | Belgien         | Frankreich      |
| ----------------------------- | ----------------- | --------------- | --------------- | ----------------- | --------------- | --------------- |
| Luxemburg (Stadt)             | 10.558            | 6863            | 6160            | 703               | 2190            | 3970            |
| Capellen                      | 8517              | 6261            | 5676            | 585               | 1307            | 4369            |
| Esch/Alzette                  | 27.482            | 17.745          | 16.586          | 1159              | 2211            | 14.375          |
| Luxemburg                     | 19.501            | 13.574          | 12.403          | 1171              | 2799            | 9604            |
| Mersch                        | 6957              | 5481            | 4936            | 545               | 944             | 3992            |
| Clerf                         | 7219              | 5207            | 4672            | 535               | 2137            | 2535            |
| Diekirch                      | 9376              | 7378            | 6630            | 748               | 1441            | 5189            |
| Redingen                      | 7263              | 5913            | 5350            | 563               | 1208            | 4142            |
| Vianden                       | 1433              | 1169            | 1016            | 153               | 279             | 737             |
| Wiltz                         | 7295              | 5562            | 4941            | 621               | 1642            | 3299            |
| Echternach                    | 6209              | 4724            | 4272            | 452               | 1524            | 2748            |
| Grevenmacher                  | 7985              | 5888            | 5202            | 686               | 2404            | 2798            |
| Remich                        | 6398              | 5219            | 4531            | 688               | 2156            | 2375            |
| Gesamt                        | 126.193           | 90.984 (72,1 %) | 82.375 (90,5 %) | 8609 (9,5 %)      | 22.242 (27,0 %) | 60.133 (73,0 %) |